# Ulysses (sonda kosmiczna)

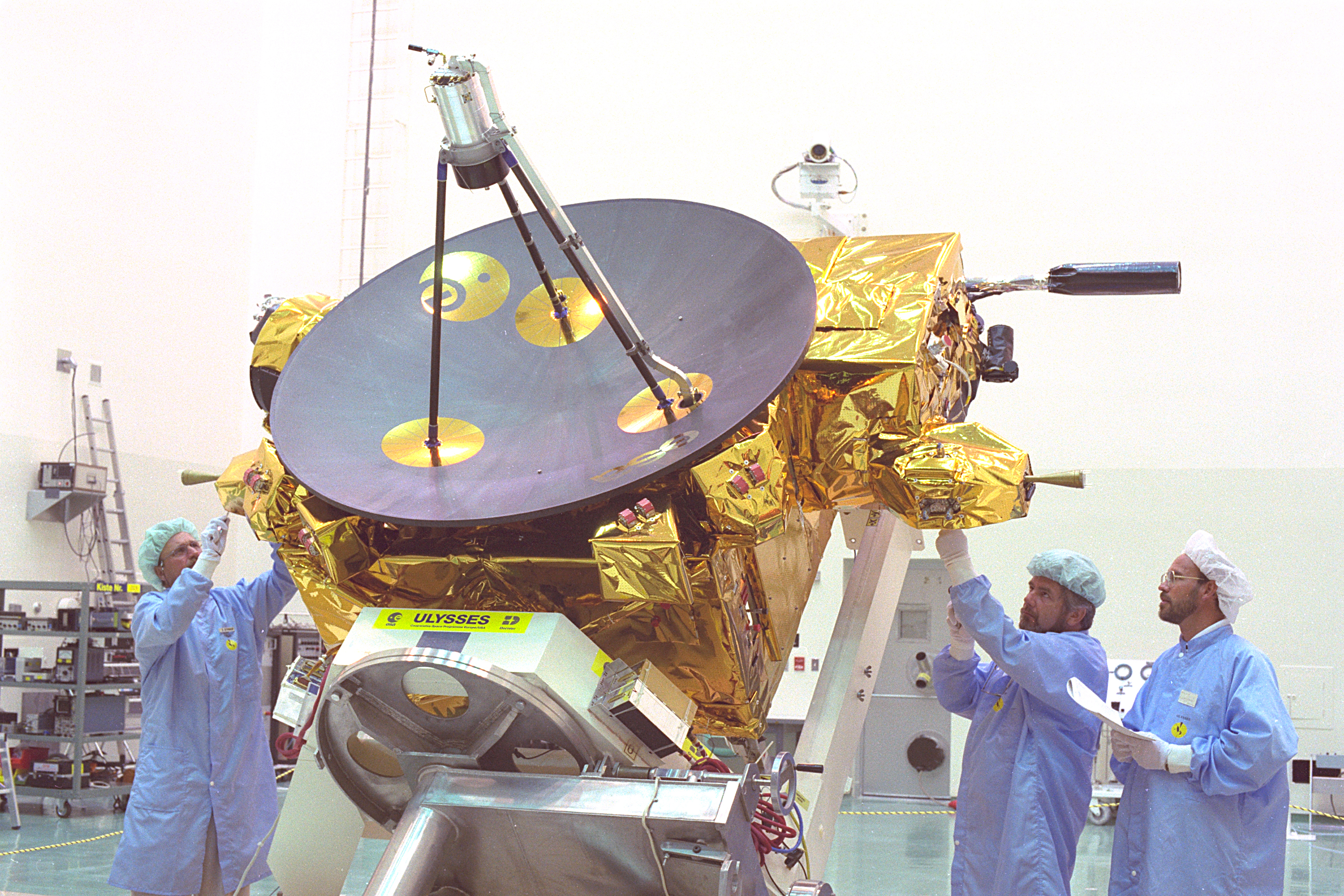
Sonda Ulysses podczas przygotowań przedstartowych

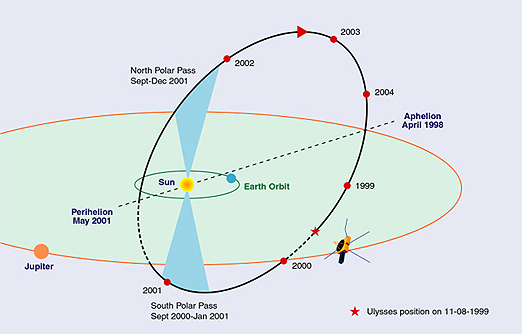
Druga orbita sondy Ulyssess (1999-2004)

Ulysses – sonda kosmiczna NASA i ESA, przeznaczona do badania rejonów biegunowych Słońca, wyniesiona w kosmos na pokładzie promu kosmicznego Discovery w locie STS-41 w dniu 6 października 1990 roku. Wskutek działania silników rakietowych sondzie nadano prędkość 15,17 km/s, co czyniło ją wówczas pojazdem kosmicznym opuszczającym Ziemię z największą w historii startów uzyskaną prędkością (nową rekordzistką w 2006 została sonda New Horizons). Ulysses był pierwszą sondą, która opuściła płaszczyznę ekliptyki by prowadzić badania północnego i południowego bieguna Słońca.

## Krótka historia

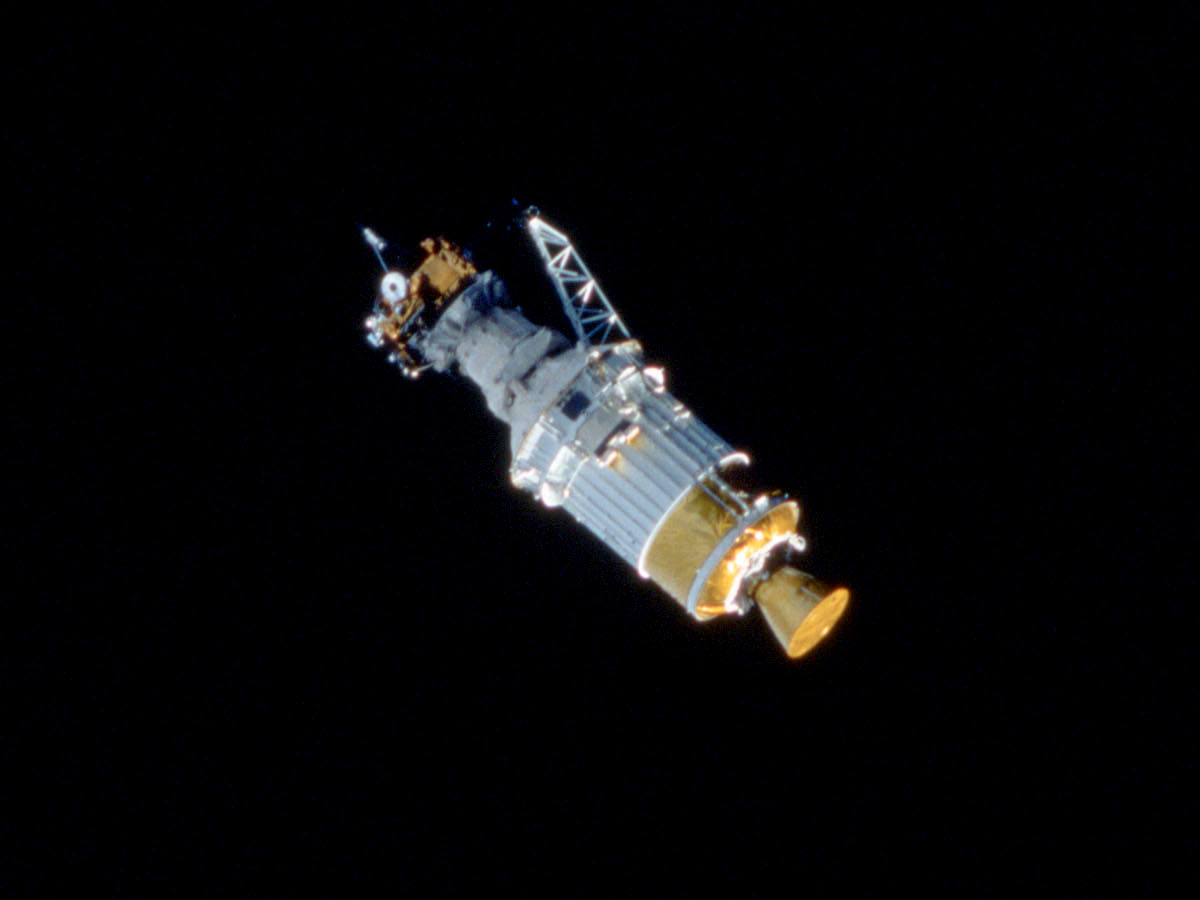
STS-41 Ulysses w przestrzeni kosmicznej

Budowę zachodnioeuropejskiego satelity rozpoczęto w 1978. W 1979 Amerykanie postanowili przyłączyć się do projektu nazwanego International Solar Polar Mission i wybudować bliźniaczego satelitę. Projekt przewidywał jednoczesne wystrzelenie satelitów w kierunku Jowisza w 1983 roku, następnie przeciwbieżny lot satelitów w kierunku obu biegunów Słońca. W wyniku kłopotów z finansowaniem programu Space Shuttle i cięć budżetowych Amerykanie kilka razy odkładali termin wspólnej wyprawy, zaś w 1984 skreślili z programu udział własnego satelity. Planowany ostatecznie na 1986 projekt przybrał nazwę Ulysses i po tragedii Challengera uległ dalszemu opóźnieniu do roku 1990.

## Wyprawa

### Start
6 października Discovery wyniósł na wokółziemską orbitę 16,5-tonowy kompleks Ulyssesa z 3-stopniowym zespołem napędowym. W 65. minucie po mechanicznym uwolnieniu sondy od wahadłowca i ustabilizowaniu w przestrzeni, nastąpiło 148 sekundowe uruchomienie pierwszego stopnia IUS. Prędkość kompleksu zwiększyła się z 7,73 km/s do 10,08 km/s. Po odrzuceniu zużytego pierwszego stopnia, 125 sekund później uruchomiono drugi stopień IUS, zwiększając prędkość o dalsze 1,35 km/s. Ponieważ PAM stabilizowany był tylko osiowo, przed jego odpaleniem kompleks Ulysses/PAM został wprawiony w ruch wirowy przy pomocy czterech małych silników rakietowych do prędkości 70 obr./min. Praca silnika PAM przez 87 sekund nadała sondzie prędkość końcową 15,25 km/s. Przed odrzuceniem zużytego modułu PAM wirowanie Ulyssesa zostało wyhamowane wyrzuceniem pary ciężarków na nitkach z kevlaru. Następnie nitki wraz z ciężarkami zostały odcięte i odrzucone. Końcowa prędkość rotacji wyniosła 1 obrót w ciągu 12 sekund. Drobne zmiany orbity i stabilizację w przestrzeni zapewniały silniki korekcyjne i zapas 33 kg hydrazyny. Po ośmiu godzinach od opuszczenia wahadłowca sonda minęła orbitę Księżyca. Dzień później rozwinęły się anteny dipolowe, bom stabilizacyjny i ramię z czujnikami przyrządów. Po przeprowadzeniu testów i kalibracji instrumentów pomiarowych Ulysses rozpoczął normalną pracę.

### Budowa
W skład kompleksu weszły:
1. satelita: masa 367 kg, wymiary 3,2 x 3,3 x 2,1 m, zbudowany głównie przez Dornier GmbH. Posiadał na pokładzie aparaturę naukową o masie 55 kg, antenę paraboliczną 1,6 m do łączności z Ziemią, antenę dipolową 72,5 m, wysięgnik pomiarowy 7,5 m, bom stabilizacyjny z włókna szklanego 1,6 m. Całość była zasilana przez radioizotopowy generator termoelektryczny o mocy 285 W zawierający około 10 kg plutonu 238,
2. dwustopniowy człon napędowy Interial Upper Stage (IUS) na paliwo stałe, stabilizowany trójosiowo,
3. wspomagający człon napędowy Payload Assist Module (PAM) firmy McDonnell Douglas.

Łączność radiową z Ziemią zapewniał zainstalowany na pokładzie nadajnik o mocy zaledwie 5 watów. Rejestrację z przyrządów gromadzono w pamięci magnetycznej i transmitowano na Ziemię podczas seansów łączności. Centrum rejestracji danych mieściło się  w Laboratorium Napędów Odrzutowych w Pasadenie, gdzie wspólnie z załogą NASA pracowali inżynierowie z ESA.

## Misja
W lutym 1992 roku sonda Ulysses przeleciała w pobliżu Jowisza. Był to piąty przelot sondy kosmicznej w pobliżu tej największej planety Układu Słonecznego. To spotkanie zostało wykorzystane do zmiany trajektorii sondy przy pomocy asysty grawitacyjnej tak, że weszła ona na orbitę heliocentryczną prawie prostopadłą do płaszczyzny ekliptyki. Zapuściwszy się w 1992 poza orbitę Jowisza, sonda wykryła drobiny pyłu międzygwiezdnego za pomocą mikrofonu rejestrującego ich uderzenia. Ulisses doznał większej, niż można się było spodziewać, liczby uderzeń z określonego kierunku. Wszystkie drobiny poruszały się z taką samą prędkością i pochodziły ze stacjonarnego obłoku międzygwiazdowego, przez który przelatywał Układ Słoneczny. Wcześniej sądzono, że wiatr słoneczny zapobiega wpadaniu drobin pyłu w obrębie Drogi Mlecznej, obecnie wiemy, że większe drobiny są w stanie przedostać się do środka.
Nad południowym biegunem Słońca Ulysses przelatywał od czerwca do listopada 1994 roku. Nad północnym biegunem znajdował się od czerwca do września 1995 roku.
1 maja 1996 roku sonda odkryła warkocz gazowy komety Hyakutake w odległości 570 mln km od jej jądra. Był to najdłuższy stwierdzony warkocz komety.
Kolejne przejścia nad biegunami:
- wrzesień – grudzień 2000 – biegun południowy
- wrzesień – grudzień 2001 – biegun północny

W 2004 roku misję przedłużono do marca 2008 roku, co pozwoliło na kolejne przeloty nad biegunami w 2007 i 2008 roku, a w listopadzie 2007 misję przedłużono do marca 2009.
30 czerwca 2009 roku w sondzie ostatecznie wyłączono nadajniki. Było to spowodowane niewystarczającą mocą baterii (której składnikiem był 238Pu), co powodowało zamarzanie paliwa (hydrazyny) w silnikach sterujących.